# Govan Mbeki

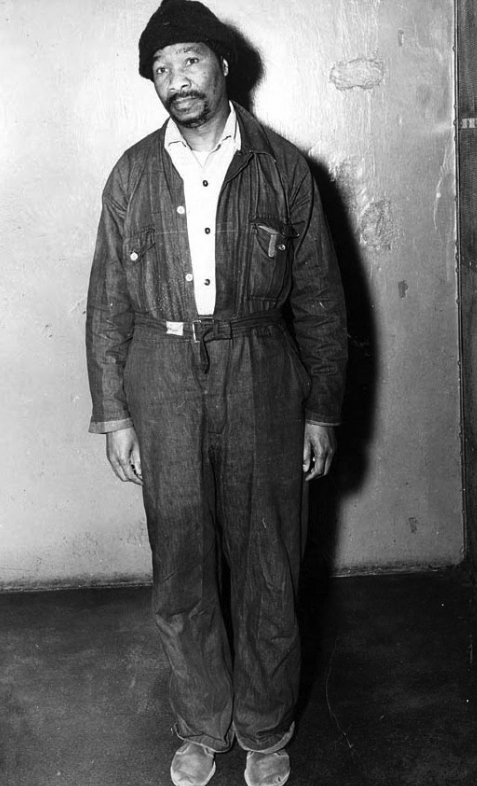
Govan Mbeki, Polizeifoto von 1963

Govan Archibald Mvuyelwa Mbeki (* 9. Juli 1910 im Nqamakwe District, Transkei, Südafrika; † 30. August 2001 in Port Elizabeth, Südafrika; genannt Oom Gov ‚Onkel Gov‘) war ein Führer der Anti-Apartheid-Bewegung, hochrangiger Politiker des African National Congress (ANC) und Kanzler der Universität Fort Hare. Er war der Vater des südafrikanischen Präsidenten Thabo Mbeki.

## Leben
Govan Mbeki wurde in der Transkei geboren, wo er auch seine Jugend verbrachte. Er entstammt einem stark religiös geprägten Elternhaus. Der Vater war ein wohlhabender Chief, den die Regierung seines Amtes enthob. Er lernte dadurch früh die Lebensbedingungen und Probleme der Kleinbauern kennen, die sein weiteres Leben prägten. Seinen ersten Vornamen erhielt er nach dem schottischen Geistlichen Reverend William Govan, der eine bekannte Missionsschule im Tal des Tyhume Rivers, geleitet hatte.
Seine schulische Bildung erhielt er an verschiedenen Missionsschulen, darunter auch in Healdtown. Seit 1925 nahm er an den Aktivitäten der Industrial and Commercial Workers Union regen Anteil, der ersten Massenorganisation schwarzer Arbeiter in Südafrika. Nach seinem High-School-Abschluss ging er mit einem Stipendium der Transkei Bunga zum Studium an das University College of Fort Hare und erwarb dort einen Bachelor of Arts. Im Jahr 1937 beendete er das Studium mit Abschlüssen in Politikwissenschaft und Psychologie zusammen mit einem Diplom in Pädagogik. Danach war Mbeki als Lehrer in der Transkei und in Natal tätig. Er lehrte am Clarkebury Institute und am Adams College und verlor seine Anstellung wegen politischer Aktivitäten. Noch während seines Studiums nahm er die ANC-Mitgliedschaft an und kam mit Edward Roux zusammen. Zudem entwickelten sich Kontakte mit Max Yergan, einem kommunistisch orientierten Afroamerikaner, der sich am Aufbau der Young Men’s Christian Association in Südafrika beteiligte und später zum Unterstützer der Nasionale Party wurde.
Nach der Lehrerlaufbahn widmete er sich völlig dem Schreiben und der Lokalpolitik. Seinen Lebensunterhalt bestritt er durch einen genossenschaftlich organisierten Laden in Idutywa (Transkei) und als Herausgeber der Zeitschrift Territorial Magazine zwischen 1938 und 1944. Dabei veröffentlichte er seine ersten Artikel sowie im Jahr 1939 eine Sammlung von Essays unter dem Titel The Transkei in the making. 1941 übernahm Mbeki die Funktion des Geschäftsführers der Transkei African Voters’ Association (Wählervereinigung). Schließlich gewann er 1943 ein vierjähriges Wahlmandat für das United Transkeian Territories General Council im Wahlkreis Idutywa. Während dieser Zeit setzte Mbeki sich erfolgreich für eine Versicherungsmöglichkeit der Einwohner ein und wurde Direktor bei der Zeitung Guardian. Ebenso 1943 übernahm er die Stelle des Generalsekretärs bei der Transkeian Organised Bodies (sinngemäß: Vereinigte Organisationen der Transkei), womit eine Koordinierung der Aktivitäten verschiedener politischer Gruppen in der Transkei erreicht wurde.
Im Jahr 1944 gründete er zusammen mit anderen Personen die Jugendorganisation des ANC, die ANC Youth League.
Durch seine Arbeit für verschiedene regionale Organisationen knüpfte Mbeki ein weitreichendes Netz von Kontakten, die er für seine Arbeit als Redakteur bei der Zeitung New Age nutzte. Im November 1962 wurde New Age vom Justizministerium verboten. Als der Nachfolger, die Zeitung Spark herauskam, verbot das Justizministerium nicht die Zeitung, sondern hinderte Redakteure und Autoren an der Mitarbeit. Für dieses Engagement wurde er 1962 auf der Grundlage des Suppression of Communism Act von der damaligen Regierung Südafrikas gebannt.

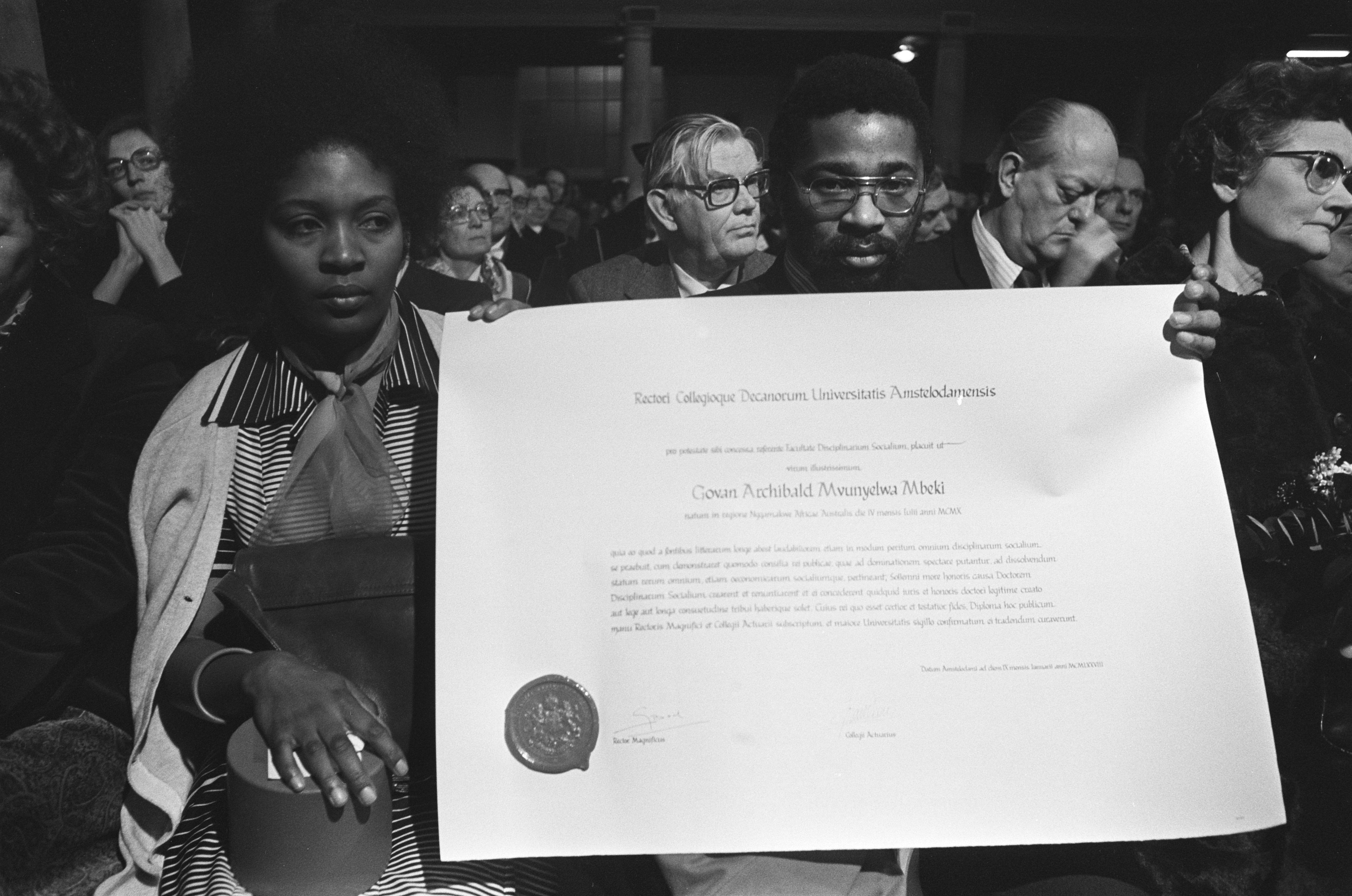
Während seiner Haft erhielt Govan Mbeki 1978 die Ehrendoktorwürde in Sozialwissenschaften der Universität Amsterdam. Stellvertretend für den Inhaftierten nahm sein Sohn Moeletsi Mbeki die Auszeichnung entgegen.

Schon während seiner Zeit als Redakteur war Govan Mbeki aktives Mitglied des ANC und der Südafrikanischen Kommunistischen Partei, der er 1963 beigetreten war. Anfang der 1960er Jahre war zu einem Führer der Untergrundbewegung aufgestiegen. 1963 wurde er in das Oberkommando des Umkhonto we Sizwe berufen, des militanten Flügels des ANC. Für seine Aktivitäten wurde er 1964 zusammen mit Nelson Mandela, Walter Sisulu, Elias Motsoaledi, Ahmed Kathrada, Denis Goldberg, Raymond Mhlaba und Andrew Mlangeni im Rivonia-Prozess zu lebenslanger Haft verurteilt und auf Robben Island inhaftiert. In dieser Zeit schrieb er sein Buch Learning from Robben Island, worin er seine politischen, ökonomischen und organisatorische Analysen zum Apartheidstaat niederlegte.
Ein durch den südafrikanischen Präsidenten Pieter Willem Botha unterbreitetes Angebot, gegen die Abschwörung von Gewalt freigelassen zu werden, lehnte Mbeki 1985 ab. Am 5. November 1987 wurde er aus der Haft entlassen, nahm seine Tätigkeit für den ANC wieder auf und wurde zum Kanzler der Universität Fort Hare ernannt. Dieses Amt bekleidete er bis 1999.
Nach den Wahlen von 1994 wurde Govan Mbeki zum stellvertretenden Präsidenten des Senats im damaligen Parlament gewählt und behielt diese Funktion bis zum Ende der Legislaturperiode im Jahre 1999 (der Senat wurde 1997 durch den „Nationalrat der Provinzen“ ersetzt).
Govan Mbeki war bis zu seinem Tod mit Epainette Mbeki (1916–2014) verheiratet. Er war der Vater des späteren südafrikanischen Präsidenten Thabo Mbeki und des Volkswirts Moeletsi Mbeki.

## Ehrungen
- Im Jahr 1980 würdigte der ANC sein Engagement mit der Auszeichnung Isitwalandwe.
- 1999 erhielt Mbeki die südafrikanische Staatsauszeichnung Order for Meritorious Service in Gold.
- Govan Mbeki Local Municipality, eine Lokalgemeinde in der südafrikanischen Provinz Mpumalanga.

## Werke
- South Africa: The Peasants’ Revolt
- The Struggle for Liberation in South Africa: A Short History (1992)
- Learning from Robben Island: Govan Mbeki’s Prison Writings